# Milanković-parameters

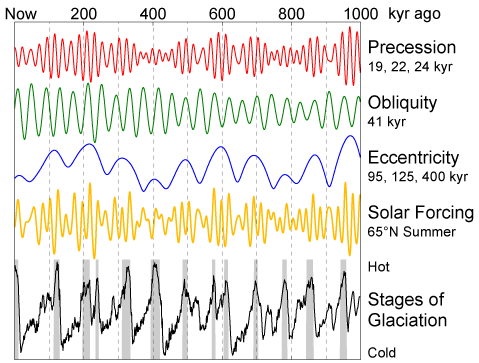
De Milanković-parameters

Cirkelvormige baan

Elliptische baan met excentriciteit 0,5

Variatie in de glooiingshoek van de aardas 22,1-24,5°

Precessiebeweging

De milanković-parameters, ook: milankovitch-parameters, zijn astronomische grootheden die cyclische variaties veroorzaken. Zij zijn van invloed op de klimaatveranderingen op de aarde, gezien over de perioden van duizenden jaren, op het ritme waarmee ijstijden en interglacialen elkaar afwisselen. Dat komt doordat zij de intensiteit en de verdeling van het zonlicht op de aarde bepalen.
Ze zijn mede door de Servische wiskundige Milutin Milanković opgesteld. Het zijn de excentriciteit, obliquiteit en precessie, dus parameters van de baan en de oriëntatie van vooral planeten. De eerste wetenschappelijk publicatie hierover was in 1976.
De invloed van de maat van deze parameters op de temperatuur op aarde is het gevolg van het feit dat de landmassa’s niet gelijkmatig over de aarde verdeeld liggen. Variaties in het klimaat kunnen met behulp van bijvoorbeeld sequentiestratigrafie over lange tijd in het verleden worden onderzocht.

## Cycli
De cycli bepalen de intensiteit en de verdeling van de instraling van het zonlicht op aarde. Ze zijn daarmee over langere perioden gezien in belangrijke mate verantwoordelijk voor de variaties in het klimaat en klimaatverandering. Het begin van de ijstijden tijdens het Pleistoceen hangt samen met de instraling van de zon.
Het duurde tot 1976 voordat zijn in theorie aanvaarde cycli door middel van stratigrafisch en paleomagnetisch onderzoek werden onderbouwd. Een studie van Hays, Imbrie en Shackleton naar boorkernen in diepzeesedimenten toonde het gelijk van Milanković aan.
De waarde van de theorie van Milanković werd in 2007 nog eens door onderzoek aan ijskernen van Antarctica bevestigd. De in de ijskernen aanwezige luchtbelletjes werden onderzocht op de aanwezigheid van zuurstof en stikstof. De waardes daarvan worden direct bepaald door de grootte van de instraling ter plaatse.

## De parameters
De drie milanković-parameters zijn:
- excentriciteit: Variaties in de excentriciteit van de aardbaan hebben een periodiciteit van 100.000 jaar
- obliquiteit: De verandering van de hoek van de aardas ten opzichte van het vlak waarin de aarde om de zon draait, van de obliquiteit, heeft een periodiciteit van 41.000 jaar
- precessie: De precessie van de aardas heeft een periodiciteit van 26.000 jaar.

### Excentriciteit
De baan van de aarde rond de zon is een ellips. De excentriciteit is de mate waarin deze ellips afwijkt van een cirkel. Deze excentriciteit varieert in de tijd van bijna cirkel (excentriciteit van 0,005) tot licht elliptisch (excentriciteit 0,028). De huidige excentriciteit bedraagt 0,017. De periodiciteit van de excentriciteit kent 2 schalen: een van 413.000 jaar en een tweede van grofweg 100.000 jaar.
Deze variaties in excentriciteit ontstaan door de invloed van de zwaartekracht van de planeten Saturnus en Jupiter. Momenteel is het verschil in afstand tussen het punt van de aardbaan dat het dichtst bij de zon ligt, het perihelium, en het punt dat het verst van de zon verwijderd ligt, het aphelium, 5,1 miljoen kilometer, resulterend in een verschil van inkomende zonnestraling van 6,8%. Als de baan zijn maximale excentriciteit heeft bereikt bedraagt dit verschil zelfs bijna 23%.

### Obliquiteit
De hoek die de aardas maakt met de loodlijn op het vlak waarin de aarde rond de zon draait varieert van 22,1° tot 24,5°, met een periodiciteit van 41.000 jaar. Bij een grotere hoek nemen de verschillen tussen de seizoenen voor wat betreft de instraling van de zon toe. Zowel op het noordelijk als het zuidelijk halfrond worden de zomers dan warmer en de winters kouder. Momenteel neemt de obliquiteit af en is 23,44°, waarmee we ons grofweg halverwege de beweging bevinden.
Deze verschillen tussen zomer en winter zijn niet overal even groot. Bij toenemende obliquiteit neemt de gemiddelde jaarlijkse instraling op hogere breedte toe, terwijl op lagere breedte de instraling afneemt. Op hogere breedte veroorzaakt een lage obliquiteit derhalve zowel een lagere gemiddelde instraling op deze breedte als de afname van instraling in het zomerseizoen. Koele zomers kunnen dan het begin van een ijstijd starten doordat minder sneeuw smelt en de albedo in sommige gebieden sterk verandert.

### Precessie
Precessie is de tolbeweging van de aardas en heeft een periodiciteit van ongeveer 26.000 jaar. Precessie is het gevolg van de getijdenkrachten die zowel de zon als de maan op de aarde uitoefenen, versterkt door het feit dat de aarde niet perfect rond is.
Als de aardas gedurende het perihelium naar de zon wijst zal het ene polaire halfrond grotere seizoensverschillen kennen, terwijl het andere halfrond kleinere verschillen kent. Momenteel kent het zuidelijk halfrond wat grotere verschillen tussen zomer- en wintertemperatuur als gevolg van de precessie dan het noordelijk halfrond.

## Nutatie
De nutatie is de beweging van de omwentelingsas van een hemellichaam, die optreedt als het massamiddelpunt van het hemellichaam niet op die omwentelingsas ligt. De schommeling van de aardas, die hierdoor het langste duurt, heeft een periode van 18,6 jaar. De nutatie is geen astronomische grootheid, maar alleen een afwijking in de vorm of samenstelling van een hemellichaam.

## Voetnoten
1. 1 2  (en)  JD Hays, J Imbrie en NJ Shackleton voor Science. Variations in the Earth's Orbit: Pacemaker of the Ice Ages, 10 december 1976. 194(4270): 1121-1132.
2. ↑  (en)  Nature. Northern Hemisphere forcing of climatic cycles in Antarctica over the past 360,000 years, 23 augustus 2007.